# Francisco Montalvo y Ambulodi

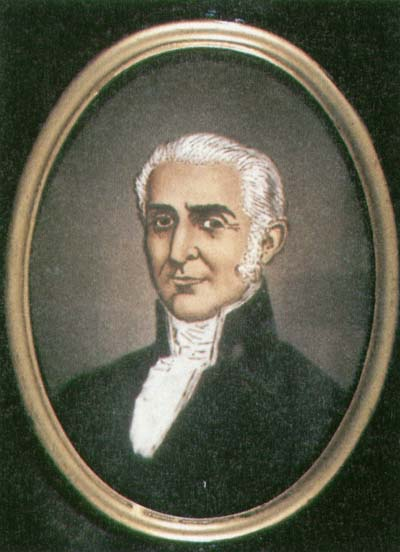
Francisco Montalvo

Francisco José Montalvo y Ambulodi Arriola y Casabant Valdespino (* 1754 in Havanna, Kuba; † 1822 in Spanien) war ein spanischer Offizier und Kolonialverwalter, der als Vizekönig von Neugranada amtierte.

## Leben
Montalvo wurde als Sohn des Grafen Macuriges geboren, der zu jener Zeit Generalinspekteur der spanischen Armee auf Kuba war. Er entstammte also einer Familie des spanischen Adels. Allerdings kam er nicht im Mutterland zur Welt, sondern in Übersee, daher galt er in der strengen spanischen Hierarchie als Criollo weniger als ein Peninsular.
Francisco Montalvo schlug eine Armeekarriere ein und kämpfte für die Spanier in Frankreich während des Ersten Koalitionskrieges und beim Algerienfeldzug. Im Gefolge von Pedro de Cevallos nahm er 1777 am Feldzug der Spanier gegen die Portugiesen im Gebiet des heutigen Uruguay teil. Später war er auf Puerto Rico stationiert. 1795 beförderte man ihn zum Brigadegeneral. Bis 1811 stieg er bis zum Generalleutnant und Feldmarschall auf.
1812 wurde er als Nachfolger von Benito Pérez Brito zum Vizekönig von Neugranada ernannt. Da die Verfassung von Cádiz diesen Titel nicht vorsah, amtierte er zunächst als Generalkapitän. Er residierte in Santa Marta, da die Hauptstadt Bogotá in den Händen der Unabhängigkeitsbewegung lag und Cartagena von den Rebellen belagert wurde.
Es gelang ihm, für die Spanier Boden gut zu machen. Im März 1814 schlugen die Royalisten die Republikaner in der Seeschlacht bei Ciénaga (Magdalena). In der Folge eroberten sie Barranquilla, Sabanilla und Mompox für die Spanier zurück. Bei der Eroberung von Cartagena Ende 1815 ging er mit großer Härte gegen die Unabhängigkeitsbewegung vor.
In Spanien hatte unterdessen König Ferdinand VII. nach seiner Rückkehr aus dem Exil die Verfassung widerrufen und seine absolutistische Herrschaft wiederhergestellt. Francisco Montalvo wurde in Folge ab April 1816 formell als Vizekönig eingesetzt. Im Juli 1816 gelang den Spaniern die Einnahme von Bogotá.
Im März 1818 wurde er vom Hof abgesetzt. Er übergab er das Amt in Bogotá an seinen Nachfolger, Juan de Sámano. Er kehrte nach Spanien zurück, wo er 1822 starb.